# Алексіївський (Суразький район)
Алексіївський (рос. Алексеевский) - селище у Суразькому районі Брянської області Російської Федерації. Належить до українського історичного та етнічного краю Стародубщини.
Орган місцевого самоврядування - Кулазьке сільське поселення. Населення становить ▼ 10 осіб (2013).

## Географія
Алексіївський розташований за 3,5 км на схід від села Кулаги, на правому березі річки Єльні.
Населений пункт розташований на відстані 14 км від районного центру Суража, 135 км від обласного центру міста Брянська та 471 км від столиці Росії - Москви.

## Історія
Засноване, ймовірно, у міжвоєнний період.
Згідно із Списком населених місць Брянської губернії за 1928 рік, Алексіївський - селище, Брянської губернії Клинцовського повіту Суразької волості Кулазької сільради. Кількість домогосподарств - 8; переважна народність - росіяни..
У 1929-1937 року належало до Західної області РСФСР. Адміністративно підпорядковувалося Клинцівській окрузі, Суразькому району, Кулазькій сільраді.
У 1937-1944 роках належало до Орловської області, відтак відійшло до новоутвореної Брянської області.

## Населення
Населення за даними перепису населення 1926 року становило чоловічої статі 21, жіночої статі 25, всього - 46 осіб.
У минулому чисельність мешканців була такою:
| Роки      | 2002 | 2010 |
| --------- | ---- | ---- |
| Населення | 21   | 13   |